# الانتخابات التشريعية الجزائرية 1987
أجريت الانتخابات البرلمانية في الجزائر في 26 فبراير 1987. كانت الدولة دولة ذات حزب واحد في ذلك الوقت، وكانت جبهة التحرير الوطني هي الحزب القانوني الوحيد. رشحت جبهة التحرير الوطني 885 مرشحًا لـ 295 مقعدًا، مع مطالبة الناخبين بالتعبير عن تفضيلهم بحذف الأسماء في الاقتراع. ولم ينجح سوى 67 من أصل 132 من المرشحين لشغل المناصب الانتخابية.
نسبة المشاركة في التصويت تجاوزت 87٪.

## النتائج
| حفل                              | الأصوات  | ٪     | مقاعد |
| -------------------------------- | -------- | ----- | ----- |
| جبهة التحرير الوطني              |          | 100   | 295   |
| مجموع                            | 9910631  | 100   | 295   |
| الناخبين المسجلين / الاقبال      | 11328680 | 87.48 | -     |
| المصدر: الاتحاد البرلماني الدولي |          |       |       |